# Andrej Einspieler

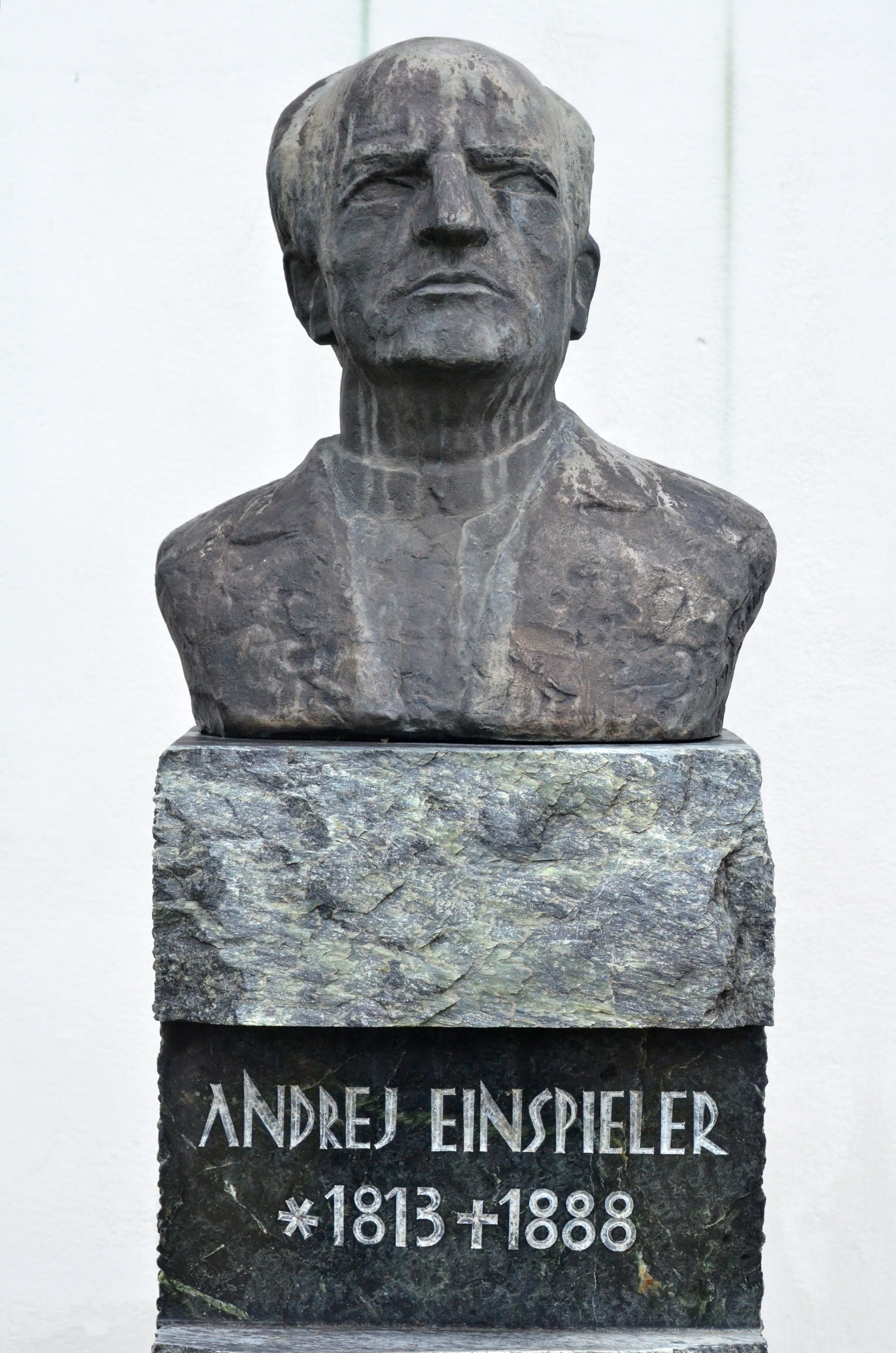
Büste im Kulturpark (Bildhauer France Gorše) von Suetschach (Kärnten)

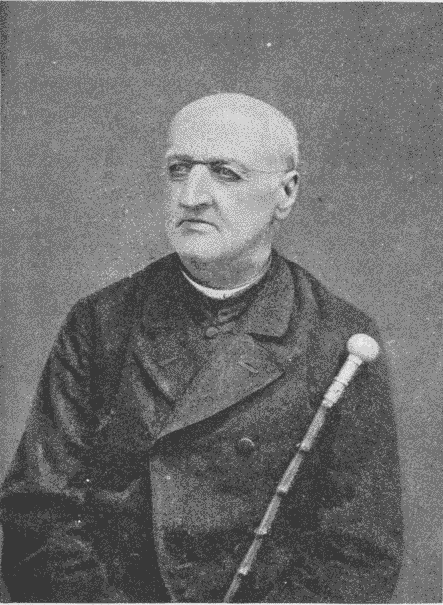
Andrej Einspieler

Andreas Einspieler, auch Andrej Einspieler (* 13. November 1813 in Suetschach/Sveče; † 16. Jänner 1888 in Klagenfurt) war ein Kärntnerslowenischer Volksaufklärer, Geistlicher, Politiker und Publizist, Mitbegründer des slowenischen Volksverlages Hermagoras-Bruderschaft/Mohorjeva.

## Leben
Einspieler war der Sohn des Landwirts Primus Einspieler (* 27. Januar 1773) und dessen Ehefrau Theresia geb. Wittinjak. Er war römisch-katholisch und blieb ledig. Er war ein Onkel von Gregor Einspieler.
Andrej Einspieler besuchte das Gymnasium und studierte Theologie in Klagenfurt. Nach der Priesterweihe am 6. August 1837 wirkte er unter anderem in den Pfarreien Bleiburg, Millstatt, Althofen und Gurk. Ab 1846 war er zweiter Kaplan an der Stadtpfarrkirche in Klagenfurt, ab 1852 Katechet und Lehrer der slowenischen Sprache an der dortigen Realschule. Im Jahre 1848 war einer der Begründer des Slowenischen Vereins („Slovensko društvo“), der für die Errichtung eines national-slowenischen Teilstaates innerhalb des Kaisertums Österreich agierte; 1852 begründete Einspieler zusammen mit Bischof Anton Martin Slomšek und Anton Janežič die Hermagoras-Bruderschaft (Društvo sv. Mohorjeva) in Klagenfurt und wurde deren erster Vorsitzender. Drei Jahrzehnte hindurch war er der bedeutendste Streiter dieser für die Kärntner Slowenen bedeutsamen religiös-kulturellen Organisation. Er publizierte mehrere Zeitungen, darunter Slovenec (der Slowene) und das slowenische Wochenblatt Mir sowie die deutschsprachigen Stimmen aus Innerösterreich, die Draupost, das Kärntner Blatt und die Kärntner Volksstimme. In den deutschsprachigen Organen forderte er wiederholt das Recht der slowenischen Volksgruppe auf Verwendung ihrer Sprache in Schule, Ämtern und Gerichten ein.
Durch drei Wahlperioden (1863, 1871–1877 und 1880–1888) vertrat er als Abgeordneter für den Wahlbezirk Völkermarkt die Interessen der Kärntner Slowenen im Kärntner Landtag. Er gehörte dem slowenisch-klerikalen Klub an.
In der I. Wahlperiode wurde er in einer Nachwahl vom 24. November 1862 nach dem Rücktritt von Hermann Mertlitsch gewählt. Er konnte das Mandat aber nur vom 8. Januar 1863 bis zum 10. August 1863 wahrnehmen, da er nach gerichtlicher Verurteilung wegen „Aufwiegelung“ das passive
Wahlrecht verlor. Als Nachfolger wurde Franz Novak am 9. November 1863 gewählt und am 2. März 1864 angelobt.
In der IV. Wahlperiode vom 14. September 1871 bis zum 13. September 1877 war er Mitglied des Revisionsausschusses. In einer Nachwahl vom 10. Juni 1880 aufgrund des Todes von Josef Ullmann wurde er erneut gewählt und gehörte dem Landtag in der V. Wahlperiode vom 15. Juni 1880 bis zum 29. Mai 1884 und in der VI. Wahlperiode vom 22. September 1884 bis zu seinem Tod am 16. Januar 1888 an. Nach seinem Tod wurde sein Neffe Gregor Einspieler in einer Nachwahl in den Landtag gewählt.
Im Jahre 1876 wurde er auch in den Klagenfurter Gemeinderat gewählt, wo er für die Gleichberechtigung der slowenischen Sprache und Kultur eintrat. Dem Gemeinderat gehörte er bis zu seinem Tod 1888 an.

## Ehrungen
Er wurde mit den Titeln Monsignore; Ehrenkämmerer Sr Päpstlichen Heiligkeit; fürstbischöflicher Geistlicher Rat und Jubelpriester ausgezeichnet und war Ehrenbürger mehrerer Gemeinden. Er ist auf dem Friedhof St. Ruprecht begraben.

## Einspielerpreis
Nach ihm ist der Einspielerpreis benannt, der vom Rat der Kärntner Slowenen (NSKS) und dem Christlichen Kulturverband (KKS) 1988 gestiftet wurde und an Persönlichkeiten „aus den Reihen des Mehrheitsvolkes“ vergeben wird. Preisträger waren u. a. Alt-Bundespräsident Rudolf Kirchschläger, der Historiker Anton Pelinka, Bischof Egon Kapellari, der frühere ORF-Generalintendant Gerhard Weis, Kärntens Ex-Landesintendant Gerhard Draxler, Südtirols Landeshauptmann Luis Durnwalder und der Kärntner Kunstsammler Herbert W. Liaunig.